# Coca
Coca – gmina w Hiszpanii, w prowincji Segowia, w Kastylii i León, o powierzchni 98,45 km². W 2011 roku gmina liczyła 2063 mieszkańców.